# Wyżega
Wyżega – wieś w Polsce położona w województwie mazowieckim, w powiecie ostrołęckim, w gminie Łyse.
Administracyjnie wraz ze wsią Klenkor tworzy sołectwo Klenkor-Wyżega.
Wierni Kościoła rzymskokatolickiego należą do parafii św. Stanisława Kostki w Zalasie.

## Historia
W latach 1921–1939 wieś leżała w województwie białostockim, w powiecie kolneńskim (od 1932 w powiecie ostrołęckim), w gminie Turośl.
Według Powszechnego Spisu Ludności z 1921 roku wieś zamieszkiwały 82 osoby w 16 budynkach mieszkalnych. Miejscowość należała do parafii rzymskokatolickiej w m. Zalas. Podlegała pod Sąd Grodzki w Kolnie i Okręgowy w Łomży; właściwy urząd pocztowy mieścił się w m. Turośl, a urząd z dostępem do telefonu m. Kolno.
W wyniku agresji Niemiec we wrześniu 1939, miejscowość znalazła się pod okupacją i do stycznia 1945 była przyłączona do III Rzeszy i znalazła się w strukturach Landkreis Scharfenwiese (ostrołęcki) w rejencji ciechanowskiej (Regierungsbezirk Zichenau) Prus Wschodnich.
W latach 1975–1998 miejscowość administracyjnie należała do województwa ostrołęckiego.